# 倉茂周蔵
倉茂 周蔵（くらしげ しゅうぞう、1888年（明治21年）7月8日 - 1977年（昭和52年）7月11日）は、大日本帝国陸軍軍人。最終階級は陸軍少将。

## 経歴
1888年（明治21年）に新潟県で生まれた。陸軍士官学校第22期、陸軍大学校第30期卒業。ロシア駐在を経て、1934年（昭和9年）8月1日に陸軍歩兵大佐進級と同時に歩兵第31連隊長に就任し、1936年（昭和11年）8月に陸軍歩兵学校教導連隊長に転じた。1937年（昭和12年）8月に第109師団参謀長（北支那方面軍）に転じ、日中戦争に出動した。
1938年（昭和13年）3月1日に陸軍少将に進級し、3月25日に第4国境守備隊長に就任した。1939年（昭和14年）3月9日に関東軍司令部附となり、5月19日に第5軍参謀長に就任。1940年（昭和15年）9月6日に朝鮮軍司令部附となり、12月3日に予備役に編入されたが、1941年（昭和16年）8月1日に召集され朝鮮軍兵務部長に就任し、1943年（昭和18年）8月2日に召集解除となった。
1947年（昭和22年）11月28日、公職追放仮指定を受けた。